# Hippasa innesi
Hippasa innesi is een spinnensoort in de taxonomische indeling van de wolfspinnen (Lycosidae).
Het dier behoort tot het geslacht Hippasa. De wetenschappelijke naam van de soort werd voor het eerst geldig gepubliceerd in 1889 door Eugène Simon.